# Adissan
Adissan (en idioma occitano, Adiçan) es una comuna francesa situada en el departamento de Hérault, en la región de Occitania. 

## Geografía y economía
Adissan se encuentra en el centro geográfico de los viñedos del Languedoc, en las laderas del río Hérault, a media distancia entre Béziers y Montpellier. 
Beneficiándose de un clima mediterráneo seco y soleado, el cultivo de la vid está presente en la comuna desde hace 2000 años, en particular las especies de la Clairette, pero también Carignan, la Syrah, el Grenache y Cinsault. La mayoría de las vides están clasificadas AOC. 
La principal producción es del Clairette de Languedoc, un vino blanco seco con AOC desde 1948, del cual la comuna está considerada la cuna u origen.

## Demografía
| 755 | 733 | 700 | 720 | 706 | 736 | 1033 | 1108 | 1212 | 1259 |
| Para los censos de 1962 a 1999 la población legal corresponde a la población sin duplicidades (Fuente: INSEE [Consultar]) |     |     |     |     |     |      |      |      |      |

## Lugares de interés
- La iglesia de Saint-Adrien de Adissan, de una sola nave, cuya primera mención data del año 1175, modificada en el siglo XV y en el XIX

## Hermanamientos
- Lorca, España (2016)